# Sohu

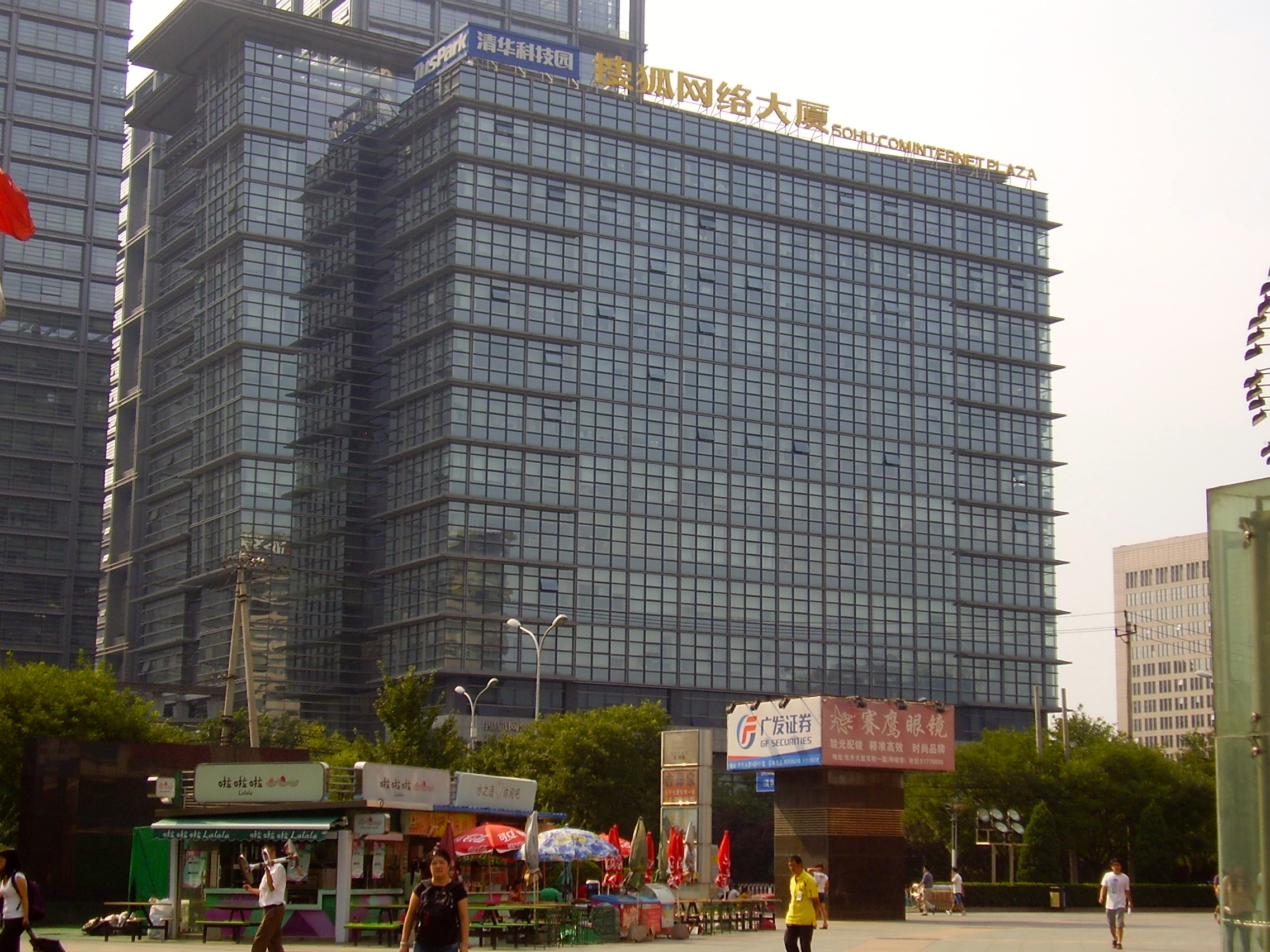
Sohu.com Internet Plaza in Peking, Sitz der Hauptverwaltung von Sohu.com, Inc.

Sohu.com, Inc. (Sōuhú, deutsch: Suchfuchs) ist ein chinesisches Internetunternehmen mit Sitz in Peking. Es wurde 1996 von Charles Zhang (Zhang Chaoyang) gegründet, der bis heute Chairman und CEO ist. Sohu betreibt eines der meistbesuchten Internetportale in der Volksrepublik China. 

## Beschreibung
Mit seinen Tochterfirmen ist Sohu aktiv in den Bereichen Werbung im Internet, Betrieb der Suchmaschine Sogou.com, Entwicklung und Vertrieb von Multiplayer-Onlinespielen (ChangYou.com), Betrieb des Videohostingportals Sohu TV und mehr. 
Im Jahr 2008 war Sohu der Official Internet Content Service Sponsor (Entwickler, Betreiber und Hoster der offiziellen Website) der Olympischen Spiele in Peking. Seit dem Jahr 2000 ist Sohu an der Börse notiert. 2010 machte das Unternehmen einen Umsatz von 612,8 Mio. Euro 2013 erwarb Tencent für 450 Mio. US-$ eine Minderheitsbeteiligung an der Sohu-Tochterfirma Sogou.com, die die gleichnamige Suchmaschine betreibt.
Sohu beschäftigte im Jahr 2015 rund 10.600 Mitarbeiter und erzielte 2011 einen Umsatz von umgerechnet 852 Mio. US-Dollar.